# 2013 RE124
2013 RE124, também escrito como 2013 RE124, é um objeto transnetuniano (TNO) que é classificado como um objeto separado. Ele possui uma magnitude absoluta de 7,03 e tem um diâmetro com cerca de 148 km..

## Descoberta
2013 RE124 foi descoberto no dia 2 de setembro de 2013 pelo astrônomo Marc W. Buie.

## Órbita
A órbita de 2013 RE124 tem uma excentricidade de 0,671 e possui um semieixo maior de 122,16 UA. O seu periélio leva o mesmo a uma distância de 40,070 UA em relação ao Sol e seu afélio a 204,25 UA.